# Holoplatys kalgoorlie
Holoplatys kalgoorlie är en spindelart som beskrevs av Zabka 1991. Holoplatys kalgoorlie ingår i släktet Holoplatys och familjen hoppspindlar. Inga underarter finns listade i Catalogue of Life.